# Lo Miranda
Lo Miranda es una localidad chilena ubicada en la comuna de Doñihue, en la Región del Libertador General Bernardo O'Higgins, específicamente al nororiente del río Cachapoal, en la provincia del mismo nombre. Integra, junto a la localidad de Doñihue, la comuna de Doñihue. Está localizada a 16 Kilómetros al poniente de la ciudad de Rancagua, capital regional.

## Historia

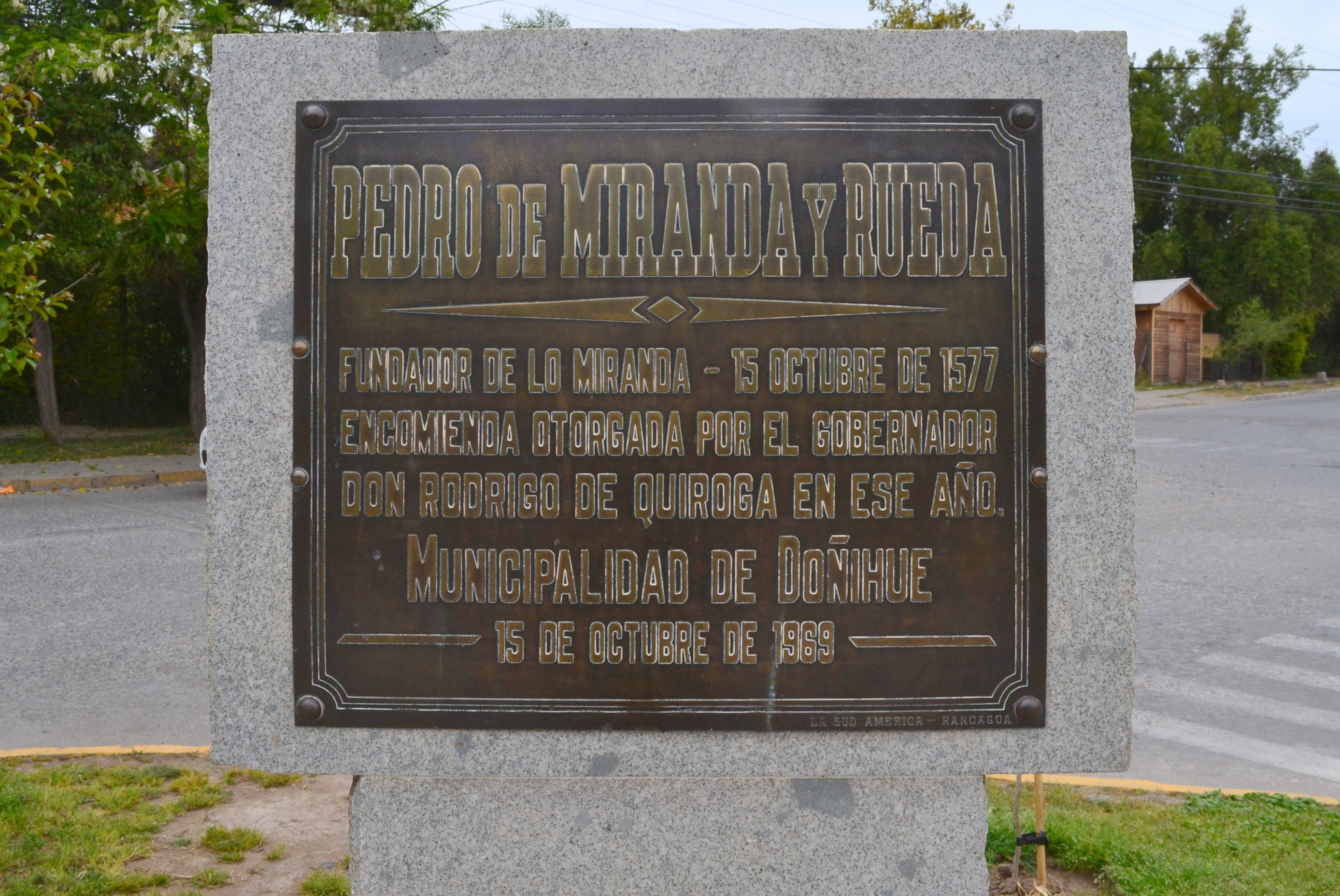
Placa que conmemora la fundación de Lo Miranda.

Lo Miranda debe su nombre a don Pedro de Miranda —encomendador y compañero de viaje de Pedro de Valdivia— a quien el Gobernador de Chile, Rodrigo de Quiroga, entregó en encomienda (encomienda de Copequén) los territorios en los que hoy se ubica el poblado en 1577. Su hijo, Pedro de Miranda y Rueda, heredó estos terrenos y fundó el pueblo de Lo Miranda el 15 de octubre de 1577. 
Lo Miranda obtuvo el título de villa en 1897.
Desde el año 1985, se ha luchado por conseguir que la localidad de Lo Miranda se convierta en comuna, formando para ello un Comité constituido por personas del pueblo.[cita requerida]
El 3 de noviembre de 1972 se funda la Segunda Compañía del Cuerpo de Bomberos de Doñihue, Bomba Lo Miranda, su fundador y primer director fue el cura párroco, Padre Héctor Bernardo Valenzuela Rosales.

## Geografía
Lo Miranda es una localidad que se encuentra ubicada al interior de la Provincia de Cachapoal en la Región del Libertador Bernardo O’Higgins.
La configuración de su espacio geográfico se encuentra conformada por una cadena de cerros que van, en forma de media luna, desde Punta de Cortés por el sur-este, pasando por el alto de Llivillivi, el Morro del Chivato y el cerro Tren Tren, hasta La Puntilla o límite con California al suroeste.  La parte sur, se encuentra limitada por el río Cachapoal.  Este casi perfecto aislamiento se rompe por el paso de la carretera H-30, que va desde Rancagua hacia Doñihue y que corre paralela al río Cachapoal. Dicho emplazamiento del pueblo y también por la destinación del suelo más a otras áreas (sobre todo habitacional e industrial) hacen que la localidad en sí, en conjunto con todas las demás pertenecientes a la comuna de Doñihue, tenga poca tendencia agrícola de alto nivel en comparación a las símiles de la misma provincia (por ejemplo, Coltauco y Olivar), siendo nada más para subsistencia familiar.
El valle comprendido al interior de esta cadena de cerros es lo que se conoce por Lo Miranda, y representa un área geográfica natural, unificada físicamente por la naturaleza.

## Demografía
Según datos del último censo realizado en 2017, Lo Miranda aumentó su población, en relación con el censo anterior en un 32% alcanzando los 11.095 habitantes.
En la localidad se ha incrementado su población, junto con su expansión territorial tanto urbana como rural, debido a su cercanía con la capital regional, Rancagua, como por el auge de la industria agroalimentaria de la localidad y el transporte de camiones.
Es de mencionar que Lo Miranda alcanza un índice de urbanización por sobre el 96%, siendo solamente por detrás de la capital regional, el más alto.

## Economía
Zona ubicada en el Valle del Cachapoal, se destaca económicamente por la industria alimentaria avícola, ya que se encuentra la planta faenadora de Agrosuper, empresa que fue fundada en 1955 por la familia Vial. Adicionalmente, hay artesanía de chamantos y dulces de "Chacolí".
Lo Miranda se caracteriza por ser la localidad, fuera de Rancagua, con el mayor porcentaje de sus habitantes trabajando en la industria de la Sexta Región (sobre el 20%), siendo además, un caso único dentro de la zona.
La localidad cuenta con dos grandes empresas, Agrosuper y Superfruit, esta última dedicada a la producción, procesado y exportación de fruta de alta calidad. Posee actualmente 2600 hectáreas plantadas de árboles frutales en las zonas de Rancagua, Lolol y Melipilla.

## Administración
Lo Miranda, por ser parte de la comuna de Doñihue, pertenece al Distrito Electoral n.º 15 y a la 8° Circunscripción Senatorial (O'Higgins). Es representada en la Cámara de Diputados del Congreso Nacional por Raúl Soto Mardones  (CS), Marcela Riquelme (Ind/CS), Natalia Romero Talguia (Ind/UDI), Diego Schalper Sepúlveda (UDI). A su vez, es representada en el Senado por los senadores Javier Macaya Danús (UDI) Juan Luis Castro González (PS) y Alejandra Sepúlveda Orbenes (FRVS).

### Estructura municipal actual
Autoridades municipales para el periodo 2024-2028:
| Nombre                     | Cargo     |
| Boris Acuña González       | Alcalde   |
| Mario Pérez Pérez          | Concejal  |
| Paulo Morales Arriagada    | Concejal  |
| Pía Droguett Rojas         | Concejala |
| Juan Pérez Riveros         | Concejal  |
| Katherine Aros González    | Concejala |
| Franco San Martin Carrasco | Concejal  |

## Sectores más poblados
Lugares
- El Chaco
- Camino viejo
- El Caracol
- Plazuela
- Rinconada de Lo Miranda
- Lo Miranda centro
- Rosa Zúñiga
- Pedro Aguirre Cerda
- Lo Miranda Sur
- Villa El Esfuerzo
- Villa El Pedregal
- Villa Sor Teresa
- Villa Los Conquistadores
- Villa Don Ismenar
- Villa Doña Victoria 1
- Villa Doña Victoria 2
- Villa Doña Victoria 3
- Villa El Milagro
- Villa Ilusión
- Villa Lo Miranda
- Villa Hermosa
- Villa Tricahue
- Villa Los Andes
- Villa El Bosque
- Población Galvarino
- Población Nueva Lo Miranda
- Población Caupolicán
- Villa Esperanza
- Población Lautaro
- La Isla
- Estación
- Población Santa Cristina
- Villa El Arrayán
- Villa Fénix
- Villa Los Lagos
- Villa Gabriela Mistral
- Pedro de Miranda (Piscinas)
- Fundo El Álamo
- La Puntilla

## Lugares de interés
La construcción típica de las casas es de adobe y barro, con tejas de arcilla.
Es común ver circulando carretas y grandes tractores antiguos.

### Plaza de Armas y Parroquia
En el centro histórico se encuentra la plaza principal, los principales locales de servicios y la Parroquia, creada el 15 de agosto de 1936 por el Obispo de Rancagua Monseñor Rafael Lira Infante. El templo actual fue inaugurado el 14 de diciembre de 1987, luego que el anterior fuese destruido por el terremoto de 1985.

### Monumento al Huaso Chileno

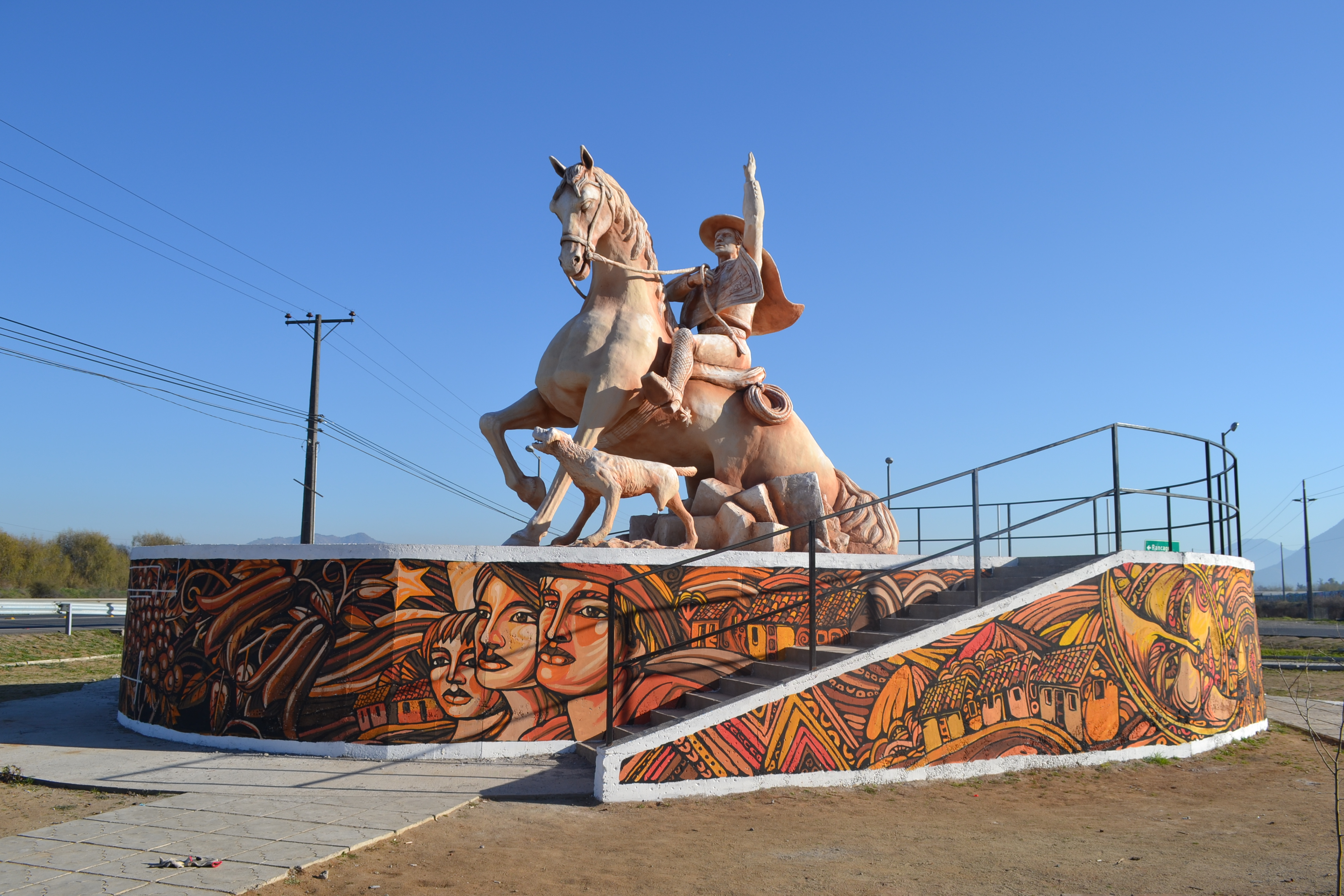
Monumento de Lo Miranda

El 20 de agosto de 2016 el Alcalde por ese entonces de la comuna, Boris Acuña González, junto al Sr. Intendente de la Región del Libertador General Bernardo O´Higgins Pablo Silva Amaya y el Honorable Concejo Municipal fue inaugurada la escultura en el Portal de acceso a la comuna, en la entrada del pueblo de Lo Miranda. Obra realizada por el escultor y muralista Roberto Calquin.

### Cruz del Morro del Chivato

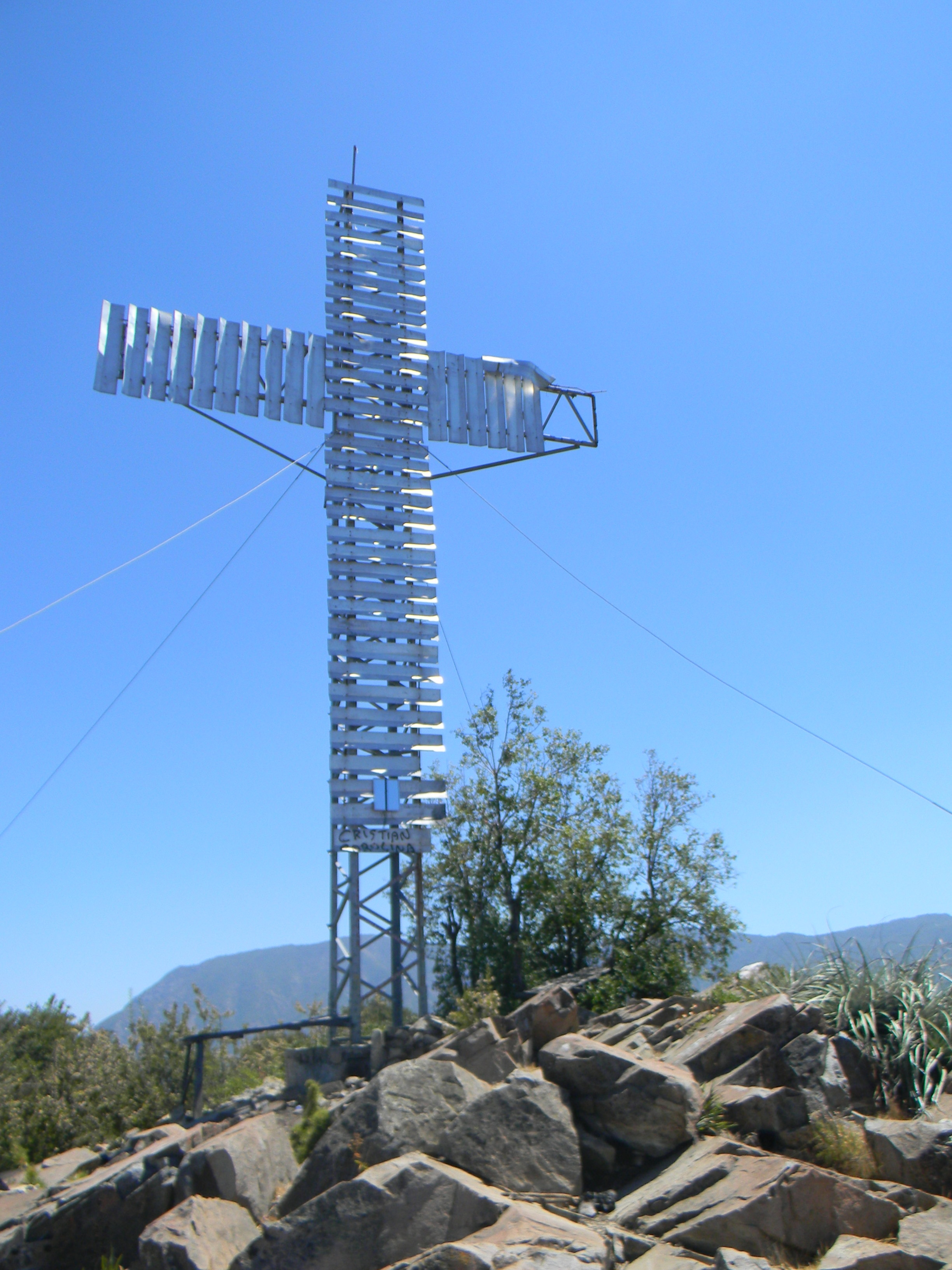
Cruz en la cima del Morro del Chivato

Este monumento se erige imponente sobre el pueblo de Lo Miranda a unos 1540 m s. n. m. y mira al valle del Cachapoal. Su reconstrucción comenzó en el año 1999 y el 10 de febrero de 2001 comenzaron los trabajos en terreno por un grupo de aproximadamente 20 mirandinos, convencidos de que sería este un gran sueño y que haría historia y lo lograron ya que es muy reconocida en toda la zona. La gente del pueblo cada 5 de mayo realizan una misa en la hermosa Cruz del Morro del Chivato y en una oportunidad fue visitada por el Obispo de la diócesis de Rancagua Monseñor Javier Prado Aránguiz. Debido a la gran altura que se encuentra ubicada es posible observarla de varias localidades de la zona, incluso desde el otro lado del río Cachapoal como por ejemplo Olivar, Copequén, etc.

### Otros atractivos
Lo Miranda también se destaca por los diversos balnearios y piscinas que se encuentran en la zona, como la piscina "Las Vegas", piscina "El Bosque", piscina "Las Vertientes", piscina y centro de eventos "Los Arcos", piscina del "sindicato Agrisuper" y el único balneario con agua de vertiente "La Puntilla", además cuenta con el primer centro recreacional de deporte aventura en la región, Parque en el Aire, emplazado en los faldeos del cerro Llivillivi, en un terreno de 28 hectáreas, siendo visitado por turistas de distintas partes del país.

## Educación

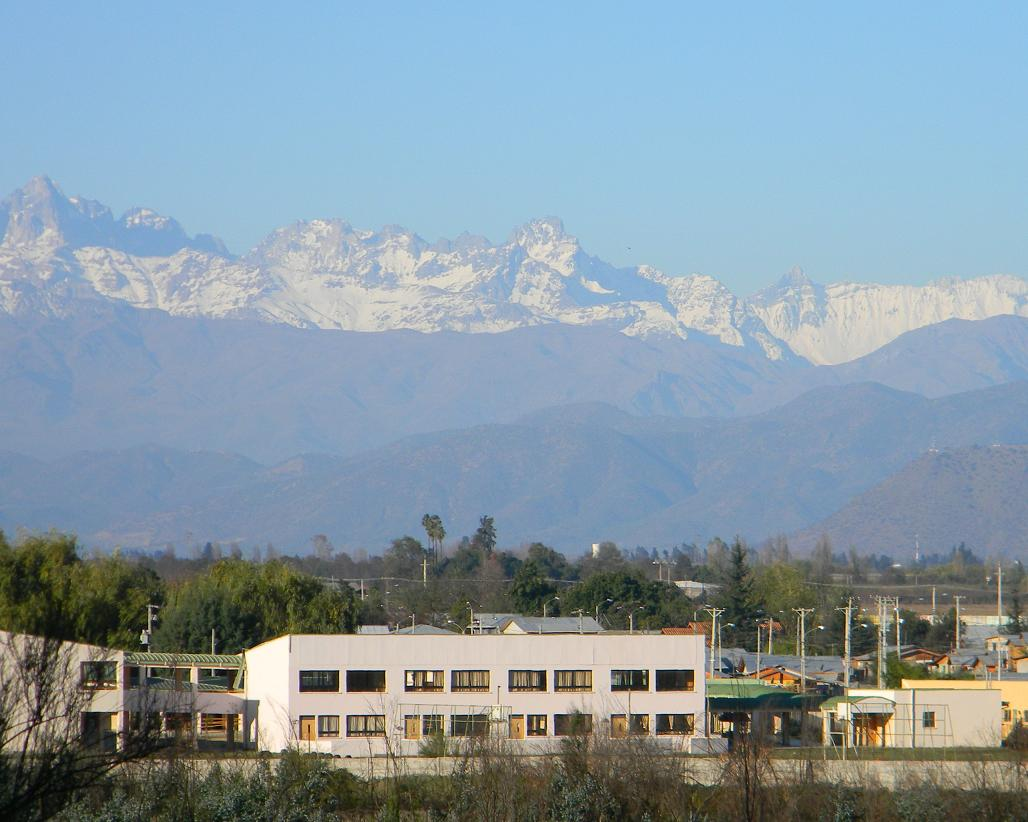
Colegio La Isla

Esta localidad cuenta con seis recintos educacionales, de los cuales cuatro son públicos: "Colegio República de Chile", "Escuela Lo Miranda", "Colegio La Isla" y "Colegio Plazuela", más uno particular subvencionado con enseñanza media "Colegio Los Cipreses" y una escuela especial de lenguaje "Colegio El Sembrador"

## Transporte público
Desde el Terminal Rodoviario ubicado en calle Dr. Salinas de Rancagua tiene recorrido Buses Sextur con destino "Lo Miranda - Plazuela" y "Lo Miranda - Plaza - Paradero cuatro" por calle Rosa Zúñiga. Desde el 9 de julio de 2012 se ha implementado un nuevo recorrido para sectores alejados de la carretera y deseen viajar a la localidad de Doñihue. El recorrido es el siguiente: Rancagua - Lo Miranda por calle Pedro de Miranda (camino viejo) - Doñihue y viceversa. Para los mirandinos que residen cerca de la carretera H-30, conviene tomar cualquier servicio de la misma línea de buses, pero solamente desde el andén 8 del Terminal Rodoviario.

## Deportes
En la localidad existió un equipo de fútbol nacido de la empresa Super Pollo, llamado Súper Lo Miranda, que fue fundado el 10 de agosto de 1980, y que participó en la Segunda y la Tercera división del fútbol chileno.